# Scorpaena porcus
Lo scorfano nero (Scorpaena porcus), conosciuto anche come scorfano bruno,  è un pesce marino appartenente alla famiglia Scorpaenidae.

## Distribuzione e habitat
Lo scorfano nero è diffuso nell'Atlantico orientale (dall'Arcipelago Britannico alla costa marocchina, comprese le Azzorre e le Canarie), nel Mediterraneo (più diffuso nella parte occidentale) e nel Mar Nero. Pesce bentonico, mimetico, vive da 0 a oltre -100 metri di profondità su fondali rocciosi o praterie di posidonia.

## Descrizione
La testa è grossa con caratteristiche appendici e spine distribuite per tutto il cranio. La bocca è ampia. La pinna dorsale è sorretta nei primi 2/3 da 12 grossi raggi simili ad aculei; la pinna anale ne presenta 3 prima di ammorbidirsi con piccoli raggi. Le pinne pettorali sono ampie, robuste e tondeggianti. Le ventrali sono oblunghe, provviste di una spina.

La particolare morfologia di questo animale si è evoluta in funzione della vita di fondale ed è responsabile tanto delle sue eccezionali capacità mimetiche quanto delle sue mediocri abilità natatorie.

La livrea presenta un colore di fondo variabile dal bruno scuro al rossiccio, al color sabbia, macchiato e marezzato di bruno e di chiaro.

## Riproduzione
Non si conosce molto della sua riproduzione: si sa che la deposizione avviene in primavera.

## Alimentazione
Si nutre di crostacei, invertebrati e piccoli pesci (Gobiidi, Blennidi), che cattura con un rapido movimento della bocca protrattile. Attende le sue prede immobile, perfettamente mimetizzato con l'ambiente circostante.

## Pesca
Pescato con nasse, reti a strascico ma anche con l'amo, come gli altri scorfani lo scorfano nero si presta ad insaporire piatti come la zuppa di pesce, il caciucco, brodetti e fumetti vari.

## Pericoli per l'uomo
Come tutti gli Scorfani, anche lo scorfano nero possiede ghiandole velenifere poste sotto gli aculei delle pinne dorsali e anali. Le punture accidentali (soprattutto a pescatori e sub) sono possibili: in questi casi sopraggiunge un forte dolore, a volte con comparsa di nausea, vomito e shock.Il trattamento sintomatico consiste nell'immergere in acqua calda la ferita, poiché la tossina è termolabile. Si consiglia comunque un trattamento antibiotico (a volte la ferita può andare in necrosi) e antitetanica.